# ATP World Tour Finals 2011
Die ATP World Tour Finals 2011 fanden von 20. bis 27. November 2011 wie im Vorjahr in London, in der O2 Arena statt; gespielt wurde in der Halle auf Hartplatz. Es war die 42. Auflage des Wettbewerbs im Einzel, die 36. im Doppel. Neben den vier Grand-Slam-Turnieren sind die ATP World Tour Finals der wichtigste Wettbewerb im Herrenprofitennis; sie finden jeweils am Ende der Saison statt. Das Turnier war Teil der ATP World Tour 2011.
Titelverteidiger im Einzel war Roger Federer, der auch in diesem Jahr wieder den Titel holte; er besiegte dabei im Finale Jo-Wilfried Tsonga, der erstmals die Gruppenphase bei den ATP World Tour Finals überstand und dann gleich das Finale erreichte. Federer gewann im 100. Finale seiner Karriere zum sechsten Mal bei dieser Veranstaltung und ist damit alleiniger Rekordtitelträger (zuvor war er dies gemeinsam mit Ivan Lendl und Pete Sampras). Im Doppel waren Daniel Nestor und Nenad Zimonjić die Titelverteidiger. Nestor erreichte diesmal mit einem anderen Partner, Maks Mirny, wieder das Finale und konnte sich gegen Mariusz Fyrstenberg und Marcin Matkowski durchsetzen. Damit hat Nestor den Bewerb zum vierten Mal gewinnen können, für Mirny war es der zweite Titel bei der Jahresabschlussveranstaltung.

## Preisgeld und Punkte
Das Preisgeld betrug 5,07 Millionen Pfund Sterling, was 5,92 Millionen Euro entspricht.
| Runde                    | Einzel     | Doppel1    | Punkte |
| ------------------------ | ---------- | ---------- | ------ |
| Sieg                     | +$ 770.000 | +$ 125.000 | +500   |
| Halbfinalsieg            | +$ 380.000 | +$ 030.000 | +400   |
| Gruppenphase (3 Siege)   | +$ 480.000 | +$ 122.500 | +600   |
| Gruppenphase (2 Siege)   | +$ 360.000 | +$ 100.000 | +400   |
| Gruppenphase (ein Sieg)  | +$ 240.000 | +$ 187.500 | +200   |
| Gruppenphase (kein Sieg) | +$ 120.000 | +$ 165.000 | +000   |
| Ersatzspieler            | +$ 070.000 | +$ 125.000 | –      |

- 1 Preisgeld wird pro Team ausgezahlt.

## Einzel

### Qualifizierte Spieler
| Setzliste        | Rang             | Spieler            |
| ---------------- | ---------------- | ------------------ |
| 1                | 1                | Novak Đoković      |
| 2                | 2                | Rafael Nadal       |
| 3                | 3                | Andy Murray        |
| 4                | 4                | Roger Federer      |
| 5                | 5                | David Ferrer       |
| 6                | 6                | Jo-Wilfried Tsonga |
| 7                | 7                | Tomáš Berdych      |
| 8                | 8                | Mardy Fish         |
| 1. Ersatzspieler | 1. Ersatzspieler | Janko Tipsarević   |

Mit Roger Federer (2003–04, 2006–07, 2010) und Novak Đoković (2008) nahmen zwei ehemalige Sieger des Turniers an der diesjährigen Austragung teil, David Ferrer und Rafael Nadal waren Finalisten des Jahres 2007 bzw. 2010. Mit Novak Đoković und Rafael Nadal nahmen alle Sieger, mit Andy Murray und Roger Federer alle Finalisten der Grand-Slam-Turniere des aktuellen Jahres teil. Jeder teilnehmende Spieler gewann im Laufe des Jahres 2011 mindestens einen Turniertitel.
Andy Murray gab aufgrund einer Verletzung nach seinem Spiel gegen David Ferrer auf, so dass Ersatzspieler Janko Tipsarević zum Einsatz kam. Er war damit neben Mardy Fish der zweite Debütant.

### Gruppe A

#### Ergebnisse
| Spieler          | Spieler          | Ergebnis       |
| ---------------- | ---------------- | -------------- |
| Andy Murray      | David Ferrer     | 4:6, 5:7       |
| Novak Đoković    | Tomáš Berdych    | 3:6, 6:3, 7:63 |
| Janko Tipsarević | Tomáš Berdych    | 6:3, 3:6, 6:76 |
| Novak Đoković    | David Ferrer     | 3:6, 1:6       |
| Novak Đoković    | Janko Tipsarević | 6:3, 3:6, 3:6  |
| David Ferrer     | Tomáš Berdych    | 6:3, 5:7, 1:6  |

#### Tabelle
| Pos. | Setzliste | Spieler          | Matches | Sätze | Spiele |
| ---- | --------- | ---------------- | ------- | ----- | ------ |
| 1    | 7         | Tomáš Berdych    | 2:1     | 5:4   | 46:43  |
| 2    | 5         | David Ferrer     | 2:1     | 5:2   | 37:29  |
| 3    | 1         | Novak Đoković    | 1:2     | 3:5   | 32:42  |
| 4    | 9         | Janko Tipsarević | 1:1     | 3:3   | 30:27  |
| 5    | 3         | Andy Murray      | 0:1     | 0:2   | 9:13   |

### Gruppe B

#### Ergebnisse
| Spieler            | Spieler            | Ergebnis       |
| ------------------ | ------------------ | -------------- |
| Rafael Nadal       | Mardy Fish         | 6:2, 3:6, 7:63 |
| Roger Federer      | Jo-Wilfried Tsonga | 6:2, 2:6, 6:4  |
| Jo-Wilfried Tsonga | Mardy Fish         | 7:64, 6:1      |
| Rafael Nadal       | Roger Federer      | 3:6, 0:6       |
| Roger Federer      | Mardy Fish         | 6:1, 3:6, 6:3  |
| Rafael Nadal       | Jo-Wilfried Tsonga | 6:72, 6:4, 3:6 |

#### Tabelle
| Pos. | Setzliste | Spieler            | Matches | Sätze | Spiele |
| ---- | --------- | ------------------ | ------- | ----- | ------ |
| 1    | 4         | Roger Federer      | 3:0     | 6:2   | 41:25  |
| 2    | 6         | Jo-Wilfried Tsonga | 2:1     | 5:3   | 41:36  |
| 3    | 2         | Rafael Nadal       | 1:2     | 3:5   | 34:42  |
| 4    | 8         | Mardy Fish         | 0:3     | 2:6   | 31:44  |

### Halbfinale
| Spieler       | Spieler            | Ergebnis |
| ------------- | ------------------ | -------- |
| Tomáš Berdych | Jo-Wilfried Tsonga | 3:6, 5:7 |
| Roger Federer | David Ferrer       | 7:5, 6:3 |

### Finale
| Spieler       | Spieler            | Ergebnis       |
| ------------- | ------------------ | -------------- |
| Roger Federer | Jo-Wilfried Tsonga | 6:3, 6:76, 6:3 |

## Doppel

### Qualifizierte Spieler
| Setzliste | Rang | Spieler                              |
| --------- | ---- | ------------------------------------ |
| 1         | 1    | Bob Bryan Mike Bryan                 |
| 2         | 2    | Michaël Llodra Nenad Zimonjić        |
| 3         | 3    | Maks Mirny Daniel Nestor             |
| 4         | 4    | Mahesh Bhupathi Leander Paes         |
| 5         | 5    | Rohan Bopanna Aisam-ul-Haq Qureshi   |
| 6         | 6    | Robert Lindstedt Horia Tecău         |
| 7         | 7    | Jürgen Melzer Philipp Petzschner     |
| 8         | 8    | Mariusz Fyrstenberg Marcin Matkowski |

Mit Bob und Mike Bryan (2003–04, 2009) nahm ein bereits siegreiches Team an der Veranstaltung teil; Daniel Nestor, Michaël Llodra, Maks Mirny und Nenad Zimonjić hatten in anderen Besetzungen das Turnier ebenfalls bereits gewonnen. Mit den Bryans, Mirny/Nestor und Melzer/Petzschner nahmen alle Grand-Slam-Sieger des Jahres teil. Sowohl das Team Lindstedt/Tecău als auch das Team Bopanna/Qureshi haben sich 2011 erstmals für die ATP World Tour Finals qualifiziert. Das Duo Fyrstenberg/Matkowski ging als einziges ohne Titelgewinn in diese Veranstaltung.

### Gruppe A

#### Ergebnisse
| Spieler                      | Spieler                          | Ergebnis          |
| ---------------------------- | -------------------------------- | ----------------- |
| Mahesh Bhupathi Leander Paes | Robert Lindstedt Horia Tecău     | 6:78, 1:6         |
| Bob Bryan Mike Bryan         | Jürgen Melzer Philipp Petzschner | 6:74, 7:5, [10:7] |
| Mahesh Bhupathi Leander Paes | Jürgen Melzer Philipp Petzschner | 7:5, 6:3          |
| Bob Bryan Mike Bryan         | Robert Lindstedt Horia Tecău     | 6:1, 6:2          |
| Robert Lindstedt Horia Tecău | Jürgen Melzer Philipp Petzschner | 3:6, 4:6          |
| Bob Bryan Mike Bryan         | Mahesh Bhupathi Leander Paes     | 4:6, 2:6          |

#### Tabelle
| Pos. | Setzliste | Spieler                          | Matches | Sätze | Spiele |
| ---- | --------- | -------------------------------- | ------- | ----- | ------ |
| 1    | 4         | Mahesh Bhupathi Leander Paes     | 2:1     | 4:2   | 32:27  |
| 2    | 1         | Bob Bryan Mike Bryan             | 2:1     | 4:3   | 32:27  |
| 3    | 7         | Jürgen Melzer Philipp Petzschner | 1:2     | 3:4   | 32:34  |
| 4    | 6         | Robert Lindstedt Horia Tecău     | 1:2     | 2:4   | 23:31  |

### Gruppe B

#### Ergebnisse
| Spieler                            | Spieler                              | Ergebnis          |
| ---------------------------------- | ------------------------------------ | ----------------- |
| Maks Mirny Daniel Nestor           | Rohan Bopanna Aisam-ul-Haq Qureshi   | 7:62, 4:6, [11:9] |
| Michaël Llodra Nenad Zimonjić      | Mariusz Fyrstenberg Marcin Matkowski | 4:6, 7:5, [9:11]  |
| Michaël Llodra Nenad Zimonjić      | Rohan Bopanna Aisam-ul-Haq Qureshi   | 7:66, 6:3         |
| Maks Mirny Daniel Nestor           | Mariusz Fyrstenberg Marcin Matkowski | 6:4, 6:3          |
| Rohan Bopanna Aisam-ul-Haq Qureshi | Mariusz Fyrstenberg Marcin Matkowski | 2:6, 1:6          |
| Michaël Llodra Nenad Zimonjić      | Maks Mirny Daniel Nestor             | 6:4, 3:6, [7:10]  |

#### Tabelle
| Pos. | Setzliste | Spieler                              | Matches | Sätze | Spiele |
| ---- | --------- | ------------------------------------ | ------- | ----- | ------ |
| 1    | 3         | Maks Mirny Daniel Nestor             | 3:0     | 6:2   | 35:28  |
| 2    | 8         | Mariusz Fyrstenberg Marcin Matkowski | 2:1     | 4:3   | 31:26  |
| 3    | 2         | Michaël Llodra Nenad Zimonjić        | 1:2     | 4:4   | 33:32  |
| 4    | 5         | Rohan Bopanna Aisam-ul-Haq Qureshi   | 0:3     | 1:6   | 24:37  |

### Halbfinale
| Spieler                      | Spieler                              | Ergebnis         |
| ---------------------------- | ------------------------------------ | ---------------- |
| Mahesh Bhupathi Leander Paes | Mariusz Fyrstenberg Marcin Matkowski | 4:6, 6:4. [6:10] |
| Maks Mirny Daniel Nestor     | Bob Bryan Mike Bryan                 | 7:66, 6:4        |

### Finale
| Spieler                              | Spieler                  | Ergebnis |
| ------------------------------------ | ------------------------ | -------- |
| Mariusz Fyrstenberg Marcin Matkowski | Maks Mirny Daniel Nestor | 5:7, 3:6 |